# Rolf Danneberg
Rolf Danneberg (Hamburg, 1953. március 1. –) német atléta, aki az Los Angeles-i olimpián az NSZK színeiben olimpiai bajnoki címet szerzett. Danneberg Hamburgban született. A város egyetemén társadalomtudományi ismereteket tanult és jeles eredménnyel államvizsgázott. Az 1984-es olimpián a nagy feltűnést keltett hatalmas fekete keretes szemüvegével. 66,6 méteres dobásával két hazai pályán versengő amerikai sportolót is legyőzött és olimpiai bajnoki címet szerzett. A szöuli olimpián nem tudta bajnoki címét megvédeni, bronzérmet nyert. Az olimpiai versenyeken kívül nem sikerült dobogós helyre kerülnie. Az 1986-os EB-n tizenegyedik, 1990-ben hatodik helyen végzett. Az 1987-es atlétikai világbajnokságon a negyedik volt. Háromszoros német bajnok.
Élete legjobb eredményét (67,6 méter) 1987 májusában érte el Berlinben. Jelenleg Hamburgban él és a Pinnebergi Sportklub diszkoszvető-edzőjeként dolgozik.